# Типови наслеђивања
Фенотипске особине могу бити одређене од стране једног или више гена. Наслеђивање путем једног гена називамо моногенским (монохибридним), путем два гена дихибридним, путем три трихибридним, а постоје и полигене особине. Гени који одређују испољавање једне особине могу бити у различитим врстама интеракција.
Основни типови наслеђивања на основу типа хромозома на коме се налазе гени су:
- аутозомно
  - Аутозомно-доминантно наслеђивање
  - Аутозомно-рецесивно наслеђивање
  - Наслеђивање ограничено полом
  - Наслеђивање под утицајем пола
- полним хромозомима
  - Наслеђивање везано за X хромозом
  - Наслеђивање везано за Y хромозом

У зависности од тога, у каквим се интеракције (међусобна дејства) налазе алели једног гена, разликују се три основна типа наслеђивања:
- потпуно доминантно-рецесивно наслеђивање
- непотпуно доминантно наслеђивање или интермедијарно и
- кодоминантно наслеђивање.

## Доминантно-рецесивно наслеђивање
Доминантно-рецесивно наслеђивање представља тип наслеђивања које је резултат интеракције генских алела. Потпуно доминантно наслеђивање показује доминантан алел који се исто испољава и у хомозиготном (АА) и у хетерозиготном стању (Аа). Доминантан алел је функционалан и одређује синтезу неког протеина који доводи до испољавања одређене особине па је довољно присуство само једног доминантног алела да би се та особина испољила у фенотипу. Рецесиван алел је нефункционалан па се дати протеин не ствара што доводи до испољавања алтернативне особине. 
Доминантно се наслеђују:
- особине баштенског грашка на којима је радио Мендел, као што су округло, жуто семе, високе стабљике и др.
- особине човека попут:
  - слободне ушне ресице,
  - способности увртања језика,
  - способности осећања горког укуса фенилтио-карбамида (РТС)
  - Rh+ крвне групе и многе друге.

Рецесивно се наслеђују алтернативне особине претходно набројаним.

### Наслеђивање Rh система крвних група
Rh систем крвних група одређује ген који образује два алела : доминантан (D) и рецесиван (d). Доминантан алел одређује синтезу антигена D, па се особе са овим антигеном означавају као Rh+. Рецесиван алел је нефункционалан па се антиген D не ствара, а особе су Rh-. С обзиром да се доминантан алел исто испољава и у хомозиготном и у хетерозиготном стању, особе Rh+ крвне групе могу имати два генотипа DD (хомозигот) или Dd (хетерозигот). Другачије речено, довољно је да особа има само један доминантан алел да би се створио D антиген и испољила Rh+ крвна група. Особе Rh- крвне групе имају само један генотип тј. увек су рецесивни хомозиготи (dd).
- Види још и:
- Менделови закони
- Дихибридно укрштање
- Родитељска генерација
- F1 генерација

## Непотпуно доминантно наслеђивање или интермедијарно наслеђивање
Интермедијарно наслеђивање показује доминантан алел који се различито испољава у хомозиготном и хетерозиготном стању. У том случају се испољавају три фенотипа при чему је фенотип који је одређен хетерозиготним генотипом интермедијаран (између доминантног и рецесивног хомозигота, односно међупродукт). 
Због тога је фенотипски однос у F2 генерацији 1 (АА) : 2 (Аа) : 1 (аа), а не 3 : 1 као код потпуне доминантности. 
Пример за овај тип је наслеђивање облика косе човека. 
Равна коса одређена је паром доминантних алела (доминантан хомозигот), а коврџава паром рецесивних алела (рецесиван хомозигот). Таласаста коса је међупродукт и одређена је хетерозиготним генотипом. 
Непотпуно доминантно се наслеђују и нека обољења људи, као што су:
- анемија српастих еритроцита,
- таласемија,
- фамилијарна хиперхолестеролемија и др.

## Кодоминантно наслеђивање
Кодоминантно наслеђивање је појава када се у хетерозиготном стању потпуно изражавају оба доминантна алела. 
Тако се наслеђују крвне групе>
- ABO система и
- MN система.

### Наслеђивање ABO система крвних група
ABO систем крвних група одређује ген који има три алела : 
- А,
- B и
- О алел.

Алели А и B су функционални и одређују синтезу одређених антигена (аглутиногена A B) који се налазе на еритроцитима. Алел А одређује синтезу антигена А, а алел B синтезу антигена B. Алел О је нефункционалан па се не ствара ни један од антигена. Ова три алела могу да се искомбинују на 6 могућих начина образујући на тај начин 6 различитих генотипова:
- АА, АО,
- BB, BO,
- AB и
- ОО.

Алели А и B су међусобно кодоминантни и истовремено су оба алела доминантна у односу на О алел ((А=B)>О ). Када се алели А и B нађу у пару на хомологим хромозомима (генотип AB), испољиће се дејство оба ова алела, односно особа ће имати и антиген А и антиген B. Таква особа има крвну групу AB. Особа генотипа АА или АО има крвну групу А јер се на њеним еритроцитима налази антиген А. Слично је и код особа B крвне групе (генотипови су BB и BO) само што се код њих ствара аглутиноген B. Крвну групу О одређује један генотип – рецесиван хомозигот (ОО). Особе О крвне групе не садрже ни један од антигена.
Свака особа поред антигена (на еритроцитима) има и антитела у крвној плазми. У крви једне особе никада се не налазе истородни антиген и антитело (нпр. антиген А и антитело анти-А). Садржај антигена и антитела, фенотипови и генотипови АБО система дати су у наредној табели :

### Наслеђивање MN система крвних група
MN систем крвних група се, такође, наслеђује кодоминантно. Ген који одређује МН систем образује два алела М и N. Алели М и N су међусобно кодоминантни (М=N). Када се нађу у пару (генотип MN) испољава се дејство оба алела, стварају се оба антигена и М и N па је особа MN крвне групе. Особа М крвне групе је хомозигот (ММ) и садржи само антиген М (исто важи и за N крвну групу). За разлику од неких других крвних група, антитела за MN систем нормално се не налазе у крвном серуму људи те се због тога на ове крвне групе не обраћа пажња приликом трансфузије крви.

## Особине доминантних гена
Доминантни гени показују две веома значајне особине : 
- изражајност (експресивност) и
- пробојност (пенетрабилност).

Одређене особине могу се испољити у различитом степену код различитих јединки које имају исти генотип. Тада се ради о различитој изражајности доминантних гена. Појава развијеног шестог прста код људи условљена је доминантним алелом. Тај шести прст може се код различитих особа испољити у различитом степену: од назнаке у виду задебљања па до скоро потпуно развијеног прста.
Дешава се да неки доминантни алели, под одређеним условима животне средине, не доводе до испољавања неке особине код одређене групе јединки, док се код других јединки истог генотипа та особина испољава. Дакле, не »пробијају« се сви генотипови у фенотипове. Проценат генотипова који имају очекивани фенотип назива се пробојност. Пробојност се изражава процентом особа код којих је особина изражена у односу на укупан број особа које носе доминантан ген. 
Ген који се увек фенотипски изрази има потпуну пробојност тј. 100% (пр. гени за крвне групе). 
Непотпуну пробојност има ген који се нпр. у читавој једној генерацији не испољи, да би се поново испољио у наредној генерацији (нпр. родитељи немају шести прст, а њихови потомци имају).

## Плејотропност и полигеност
Особина неког гена да одређује већи број особина назива се плејотропност. Примера за овако дејство гена има много, али се издваја један најсликовитији – промена у гену за хемоглобин доводи до обољења названог анемија српастих еритроцита које се огледа у поремећају рада многих органа (срца, плућа, мишића, црева, јетре, мозга итд.).
Велики број особина се далеко сложеније наслеђују него оне које је описао Мендел. Такве особине су под утицајем великог броја гена и средински чиниоци на њих делују и могу да их мењају и дефинисане су као квантитативне особине (полигене особине). 
Гени који контролишу те особине називају се полигени. Они се такође раздвајају и слободно комбинују по Манделовим правилима (законима), али их је тешко пратити кроз генерације јер се истовремено раздваја и комбинује велики број алела и још средина на њих делује и мења их. Зато кажемо да се квантитативне особине не наслеђују по Менделовим правилима. 
Неке од полигених особина човека су:
- узраст тела,
- маса тела,
- поједине пропорције тела,
- брзина развића,
- дуговечност,
- плодност и др.

## Корелативно (везано) наслеђивање
Сваки хромозом садржи много гена. Како знамо да хромозом има више од једног гена ? Тако што организам увек има више гена него хромозома. Гени који се налазе на једном истом хромозому називају се везани гени и они се заједно преносе на потомство и заједно испољавају. Особине које одређују гени смештени на истом хромозому су корелативне (везане) особине и оне се заједно испољавају код потомака ако између гена који их одређују не дође до кросинг-овера.